# Uraria balansae
Uraria balansae är en ärtväxtart som beskrevs av Anton Karl Schindler. Uraria balansae ingår i släktet Uraria och familjen ärtväxter. Inga underarter finns listade i Catalogue of Life.